# Дворцовое дело
«Дворцовое дело» — серия уголовных дел, возбуждённых после массовых общероссийских гражданских протестов в начале 2021 года, прошедших в 130 городах России в поддержку оппозиционера Алексея Навального.
Крупнейшие акции состоялись 23 и 31 января, а также 2 февраля. Силовые ведомства жёстко реагировали на акции протеста: 23 января задержали более 4000 человек, а 31 января — более 5500. По данным правозащитной организации «ОВД-Инфо», в 2021 году было известно, по меньшей мере, о 157 фигурантах «Дворцового дела» в 33 регионах страны. Это больше чем в «Болотном» и «Московском» делах, вместе взятых. Наиболее распространённой статьёй против фигурантов «Дворцового дела» стало насилие по отношению к представителям правоохранительных органов (ст. 318 УК России). Также встречались обвинения в нарушении санитарно-эпидемиологических правил (ст. 236 УК России, «Санитарное дело»); неоднократном несоблюдении порядка проведения массовых мероприятий (ст. 212.1 УК России); вовлечении несовершеннолетних в деятельность, опасную для их жизни (ст. 151.2 УК России); перекрытии дорог (ст. 267 УК России); хулиганстве (ст. 213 УК России); повреждении имущества (ст. 167 УК России) и другом.

## Предыстория и митинги

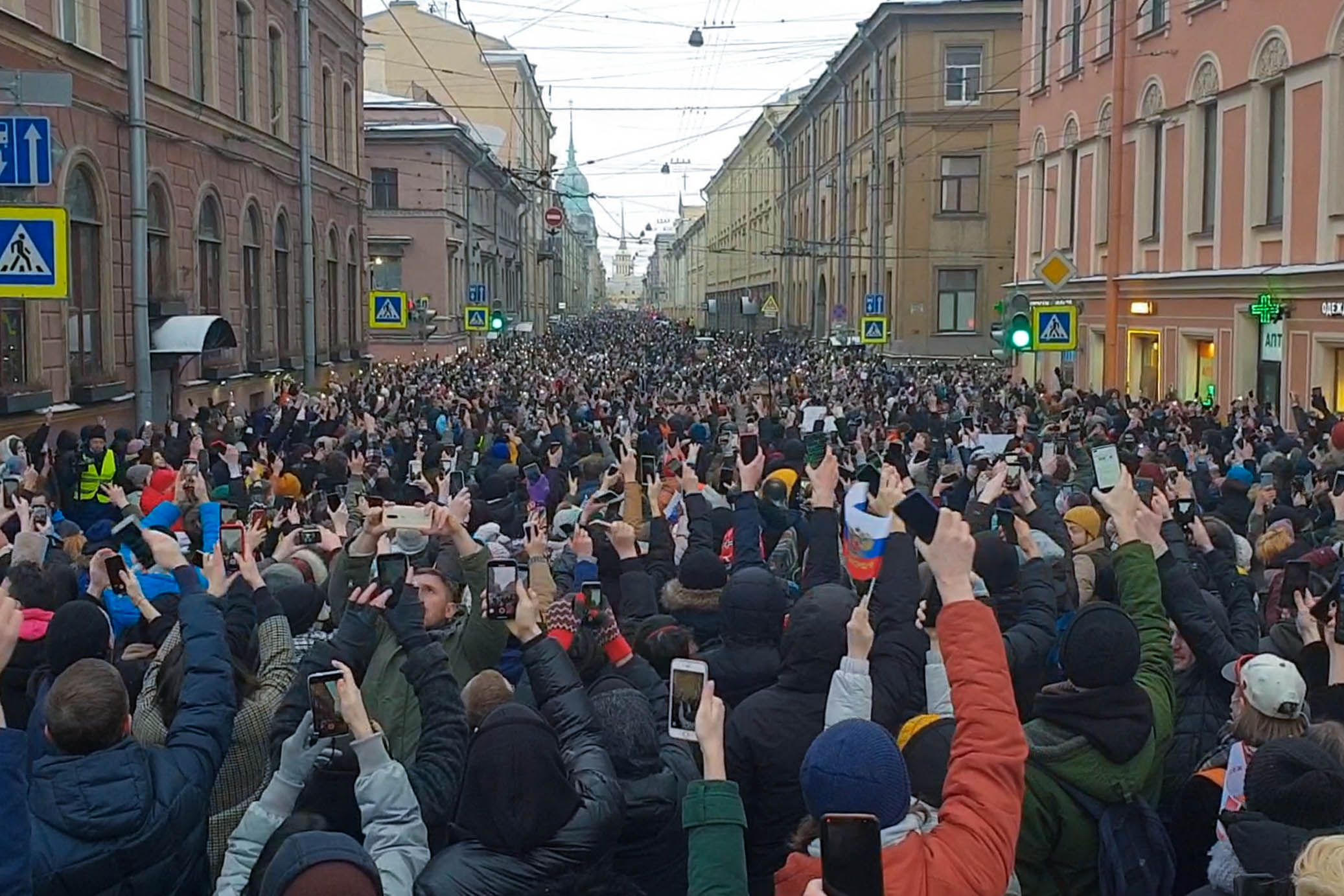
Протестующие на Гороховой улице в Санкт-Петербурге, 31 января 2021 год

17 января 2021 года Алексей Навальный вернулся в Россию из Германии, где проходил лечение после отравления веществом нервно-паралитического действия. В аэропорту Шереметьево политик был задержан по обвинению в нарушении испытательного срока по делу «Ив Роше». На следующий день Химкинский суд избрал для оппозиционера меру пресечения в виде 30 суток ареста. Одновременно Навальный выпустил обращение, призывая сторонников к протестным акциям. 19 января 2021 года Фонд борьбы с коррупцией (ФБК) опубликовал фильм-расследование «Дворец для Путина. История самой большой взятки» о частной резиденции, которая, по утверждению авторов, принадлежит Владимиру Путину. Фильм также содержал призыв к участию в демонстрациях 23 января.
Первые аресты оппозиционеров и сотрудников ФБК начались ещё до митингов. Власти стремились предотвратить распространение информации о предстоящих демонстрациях. Так, превентивно были задержаны пресс-секретарь Алексея Навального Кира Ярмыш, сотрудник отдела расследований ФБК Георгий Албуров, координатор московского штаба Олег Степанов и другие. Впоследствии они стали фигурантами так называемого «Санитарного дела».
Представители прокуратуры и полиции предупреждали об ответственности за участие в несогласованных митингах. В конце января по всей стране были организованы протестные акции. Во время арестов на митингах представители власти зачастую не объясняли причин задержания, в отдельных случаях они даже были одеты в штатское. Позднее участников акций выслеживали с помощью видеозаписей с камер наблюдения и систем распознавания лиц. По заявлениям активистов, полицейские караулили подозреваемых и свидетелей, приходили к ним домой без ордеров, отключали электричество с целью выманить их из дома. У задержанных изымали телефоны, в ряде случаев близкие считали их пропавшими без вести на несколько суток. Также зафиксированы инциденты, когда к арестованным на акциях не пускали защитников, угрожали и пытали. Кроме того, активистов задерживали по уголовным делам во время или сразу после отбывания административных арестов, хотя у некоторых из них были проблемы со здоровьем.
По данным Русской службы BBC, 23 числа митинги прошли не менее чем в 198 городах страны. Некоторые сопровождались разгонами демонстраций, отключением интернета и телефонной связи, насилием со стороны правоохранительных органов и рекордными массовыми задержаниями. Вскоре Следственный комитет России возбудил, по крайней мере, 23 уголовных дела в Москве, Владивостоке, Новосибирске и других городах, было начато шесть доследственных проверок. После протестов 31 числа, также сопровождавшихся большим числом арестованных, количество уголовных преследований выросло до 40. В начале февраля митинги продолжились, после них МВД сообщало о 90 делах в 18 регионах страны. В начале лета 2021 года власти представили официальную статистику: всего на акциях 23, 31 января было задержано более 17 тысяч человек, к началу февраля 517 арестованных по уголовным статьям пребывало СИЗО, к началу марта только по 318-й статье УК РФ насчитывалось 12 подозреваемых, находившихся под стражей.
Акции 21 апреля 2021 года прошли сравнительно мирно в большинстве регионов, но задержания до, во время и после митингов продолжились. Кроме того, после демонстраций полиция приходила к сотрудникам СМИ «Дождь», «Комсомольская правда», «Эхо Москвы», RTVI и «Медуза». При этом у правоохранительных органов не возникло вопросов ни к одному из журналистов федеральных телеканалов.

## Уголовное преследование
По данным правозащитной организации «ОВД-Инфо», к середине мая 2021 года было известно по меньшей мере о 120 фигурантах «Дворцового дела» в 33 регионах страны. Среди обвинений наиболее распространённым стало насилие по отношению к представителям правоохранительных органов. Дела по 318-й статье Уголовного кодекса были возбуждены в Москве, Новосибирске, Калуге, Липецке, Владивостоке, Санкт-Петербурге, Екатеринбурге и других крупных городах. Также встречались обвинения в нарушении санитарно-эпидемиологических правил (ст. 236 УК РФ, «Санитарное дело»); неоднократном несоблюдении порядка проведения массовых мероприятий (ст. 212.1 УК РФ); вовлечении в несовершеннолетних в деятельность, опасную для их жизни (ст. 151.2 УК РФ); перекрытии дорог (ст. 267 УК РФ); хулиганстве (ст. 213 УК РФ); повреждении имущества (ст. 167 УК РФ) и другом. Дела ведут следственные органы по Москве, Санкт-Петербургу, Приморскому краю, Липецкой, Калужской, Владимирской областям и другим субъектам федерации.
СМИ неоднократно указывали на нестыковки и ошибки при следственных действиях по «Дворцовому делу». Например, МВД заявляло, что отдельные подозреваемые скрываются от правоохранительных органов, в то время как сами участники митингов утверждали, что не знали о розысках. Опрашивая в ОВД задержанных, полицейские зачастую не сообщали им, статьи по которым ведётся расследование, допросы могли проходить без адвокатов. Существуют сообщения о проведении обысков без соответствующих постановлений и без адвокатов, а также о невыдаче документов после следственных мероприятий. Например, жена арестованного по 318-й статье УК РФ Андрея Ломова заявила, что ей не оставили копий протокола обыска. Активист Артур Непокульчинский не получил документов после обыска по делу о применении насилия к представителю власти.
Журналисты обращали внимание, что по результатам митингов Следственный комитет России не возбудил ни одного уголовного дела о применении насилия со стороны полицейских. Хотя только к концу января было известно 59 сообщений о пытках, насилии и избиениях протестующих. В феврале правозащитная организация «Апология протеста» насчитала 140 таких случаев. Например, широкое освещение в СМИ получил инцидент с 54-летней Маргаритой Юдиной, которую росгвардеец ударил ногой в живот после вопроса о причинах задержания одного из участников митинга. Женщина попала в больницу и связалась с адвокатами только через несколько суток после происшествия. Несмотря на то, что Юдина изначально приняла извинения силовиков, пришедших к ней в больницу, она вскоре подала заявление против ударившего её полицейского. В феврале МВД отказалось возбуждать дело. При поддержке независимых юристов из «Команды 29» женщине удалось добиться начала доследственной проверки только к концу мая 2021 года. Тем не менее, по сообщениям правозащитников, правоохранительные органы продолжали затягивать процесс, а полиция не раскрывала имя сотрудника, ударившего Юдину в живот. Подобные случаи с причинением травм были зафиксированы и в других городах.
Правовую поддержку пострадавшим оказывали общественные организации, в частности, «ОВД-Инфо». Тем не менее активисты заявляли, что информация об организациях, помогающих фигурантам уголовных и административных дел, известна не всем пострадавшим. Многие связанные с митингами дела Следственный комитет передавал в суд ещё до того, как имена подозреваемых становились известны правозащитникам. Из-за коронавирусных ограничений некоторые заседания проходили в закрытом для прессы режиме, и вокруг подозреваемых не успевала сформироваться общественная поддержка. Большинство из них признало свою вину полностью или частично, а также принесло извинения потерпевшим. В таких случаях их дела рассматривали в особом порядке без исследования и оценки доказательств, собранных по делу.

## Санитарное дело
После акции 23 января Московское следственное управление начало работу по уголовному делу о нарушении санитарно-эпидемиологических правил, повлёкшее по неосторожности массовое заболевание или отравление людей либо создавшее угрозу наступления таких последствий (ст. 236 УК РФ). Максимальное наказание по этой статье было ужесточено с начала пандемии COVID-19 до двух лет лишения свободы (до 5—7 лет в обстоятельствах, повлёкших гибель людей) под предлогом стимулирования населения к соблюдению правил карантина. Следствие указывало, что подозреваемые призывали людей участвовать в несогласованной акции на Пушкинской площади, её в числе прочих посетили люди, которые должны были быть на самоизоляции из-за подозрений на коронавирус. Это создало угрозу распространения заболевания. Однако СМИ сообщали, что факт заражения коронавирусом на митингах не был зафиксирован в постановлении о возбуждении уголовного дела.
Первые обыски по делу проходили параллельно с демонстрациями, зимой 2021 года. Во время следственных мероприятий активисты сообщали об избиениях и неправомерных действиях полиции. Например, в квартире Юлии Навальной силовики выломали двери и не пускали к ней адвокатов. По оценкам журналистов «Медиазоны», единовременно прошло не менее 18 обысков. Оперативные действия также провели в офисах Фонда борьбы с коррупцией и студии канала «Навальный. Live», следователи изъяли «оргтехнику, флешки, флаги, плакаты, роутеры и даже надувные резиновые шарики». Кроме того, в апреле СМИ сообщали, что SMM‑редактора московского штаба Алексея Навального Александра Шепелева полицейские повалили на пол, наступая ему на челюсть ботинками, избивая по голове и по рёбрам.
Среди фигурантов дела числились 10 человек: пресс-секретарь Навального Кира Ярмыш, участница Pussy Riot Мария Алёхина, глава «Альянса врачей» Анастасия Васильева, брат Навального Олег, бывший юрист ФБК Любовь Соболь, бывший координатор штаба Навального в Москве Олег Степанов, бывший сотрудник ФБК Николай Ляскин, московские муниципальные депутаты Дмитрий Барановский, Людмила Штейн и Константин Янкаускас. Позже все дела выделили в отдельное производство.
29 января Тверской суд Москвы избрал для Олега Навального, Любови Соболь, Олега Степанова, Анастасии Васильевой и Марии Алёхиной меру пресечения в виде двух месяцев домашнего ареста без права на прогулки и использование интернета. В период с января по конец февраля другим подозреваемым также были предъявлены обвинения и они были отправлены под домашний арест. При этом задержания зачастую проходили сразу после освобождения активистов из спецприёмников, где они отбывали наказания по административным делам.
Вскоре после начала следствия по «Санитарному делу» правозащитный фонд «Общественный вердикт» потребовал от Следственного комитета возбудить идентичное дело против правоохранительных органов. Активисты указывали, что полицейские также нарушали санитарно-эпидемиологические нормы, когда удерживали арестованных на митингах в автозаках. Позднее с подобным заявлением выступил муниципальный депутат Илья Яшин, который требовал Следственный комитет привлечь за нарушение санитарно-эпидемиологических норм организаторов концерта «Крымская весна», прошедшего на стадионе «Лужники» при большом скоплении людей.
К 16 марта 2021 число допрошенных по «санитарному делу» превысило 300 человек. 19 марта
Басманный районный суд продлил до 23 июня запрет определённых действий Анастасии Васильевой и Николаю Ляскину. 7 апреля Московский городской суд изменил меру пресечения Любови Соболь, Олегу Навальному, Константину Янкаускасу и Люсе Штейн с домашнего ареста на запрет определённых действий. 16 июня Басманный районный суд продлил домашний арест Кире Ярмыш, Марии Алехиной, Олегу Степанову и Дмитрию Барановскому продлил домашний арест до 30 июля. 24 июня решение Басманного суда с Янкаускаса был снят запрет определённых действий, но его процессуальный статус при этом не изменился.
3 августа 2021 года Любовь Соболь приговорили к 1,5 годам ограничения свободы. Ей запрещено покидать жилище с 22 часов до 6 утра, посещать массовые мероприятия и выезжать из Москвы и Московской области. Она должна трижды в месяц отмечаться в инспекции.
6 августа 2021 года Преображенский районный суд Москвы приговорил Олега Навального к одному году лишения свободы условно с испытательным сроком один год и приговорил Николая Ляскина к одному году ограничения свободы.

10 сентября 2021 года Марию Алехину приговорили к одному году ограничения свободы. В течение года она должна быть дома с десяти вечера до шести утра, ей нельзя выезжать за пределы Москвы и участвовать в массовых мероприятиях.

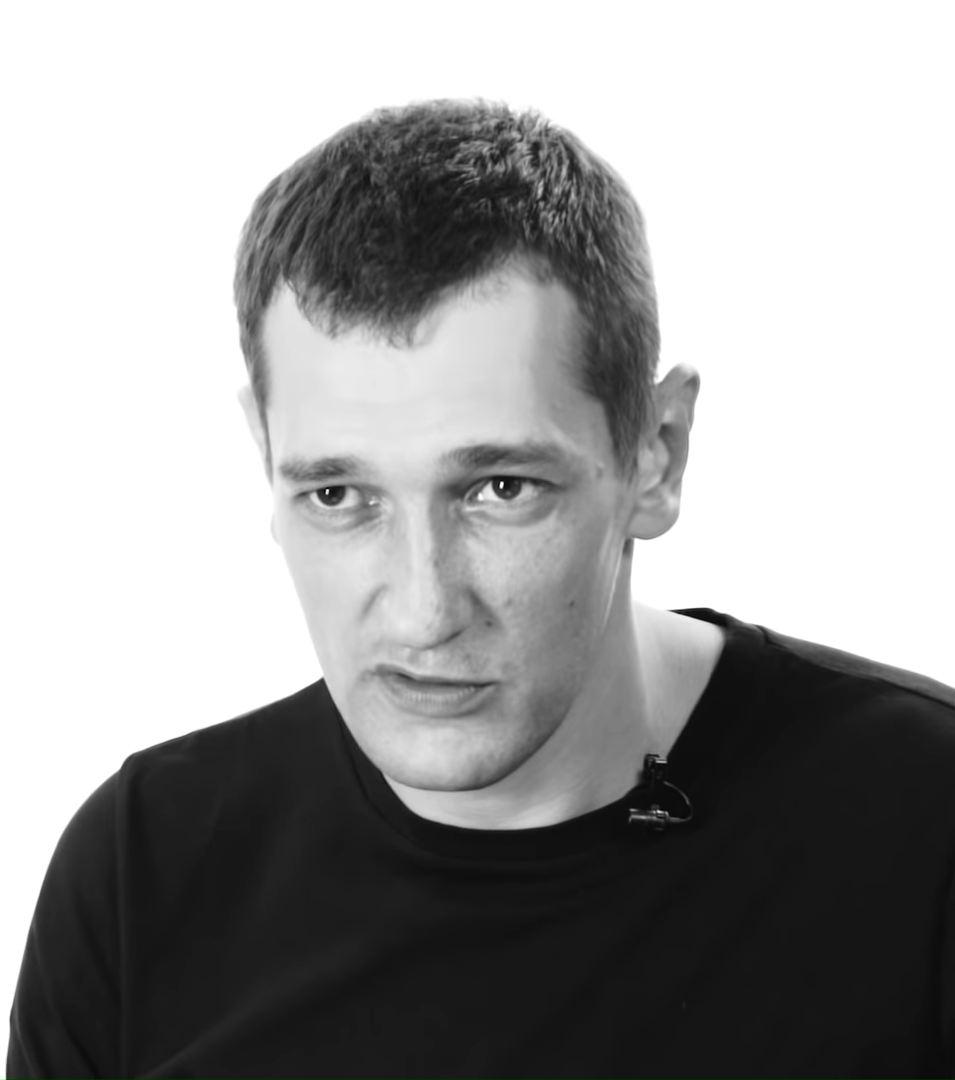
Олег Навальный
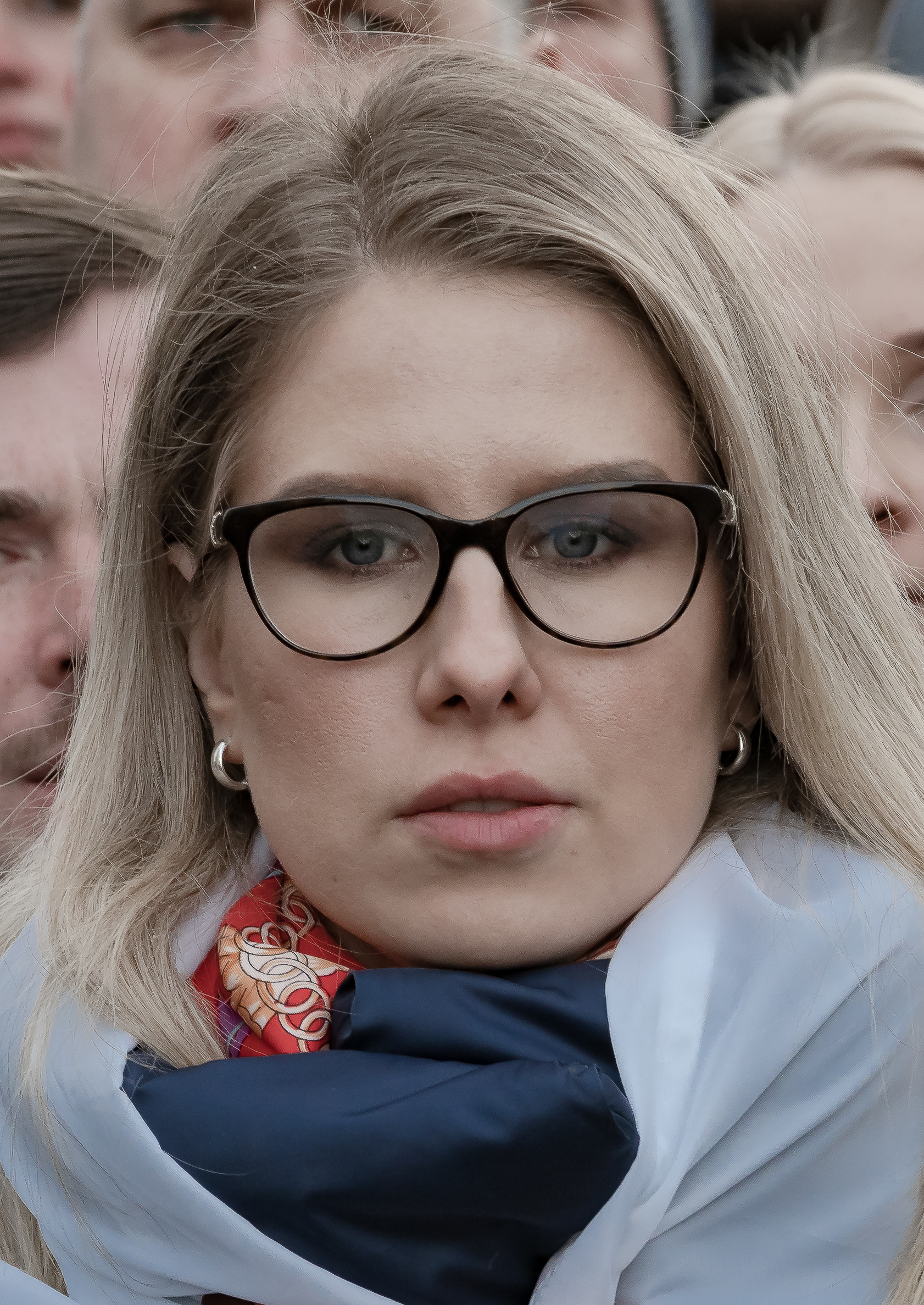
Любовь Соболь
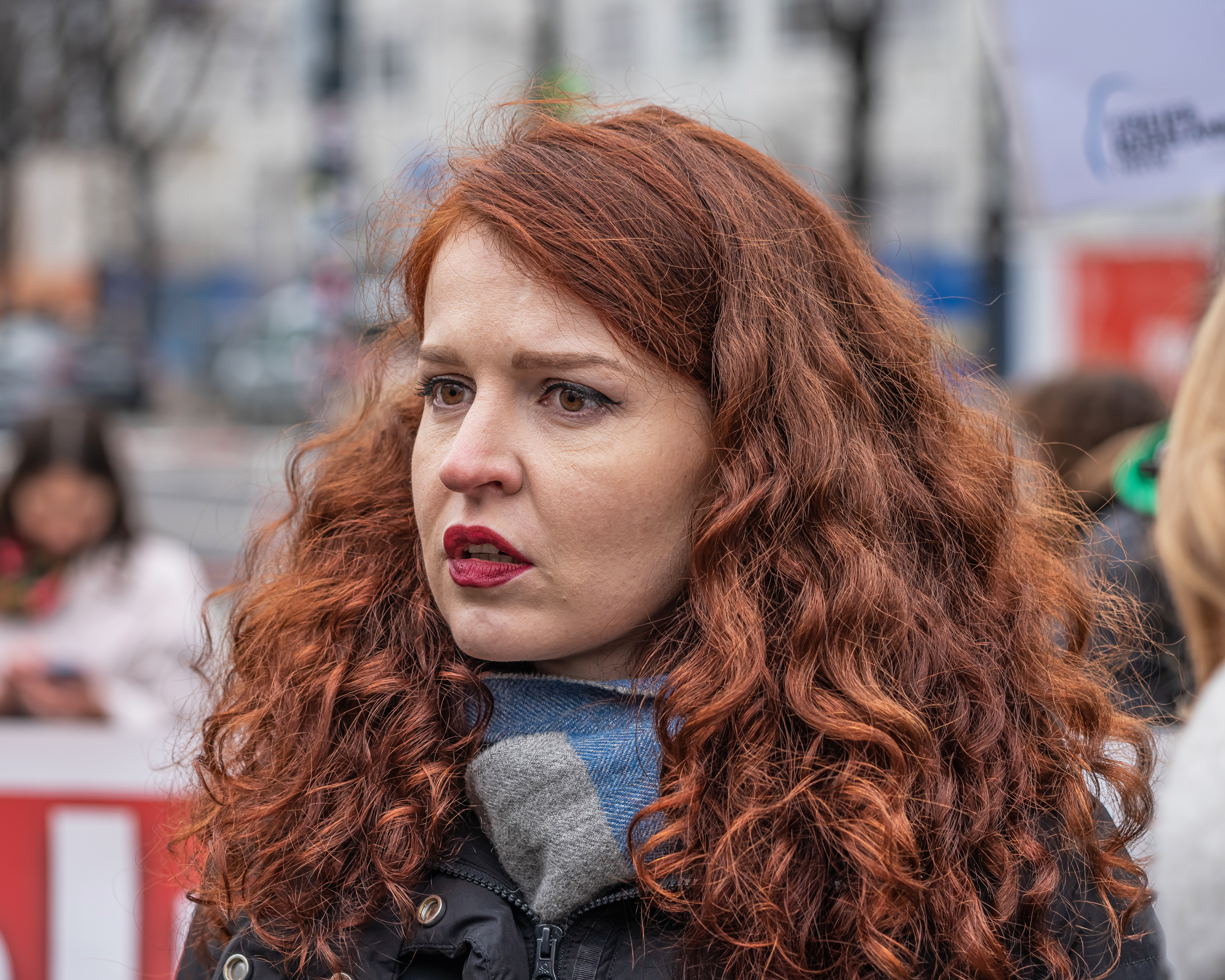
Кира Ярмыш
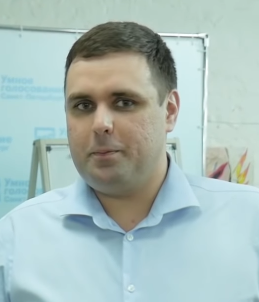
Константин Янкаускас
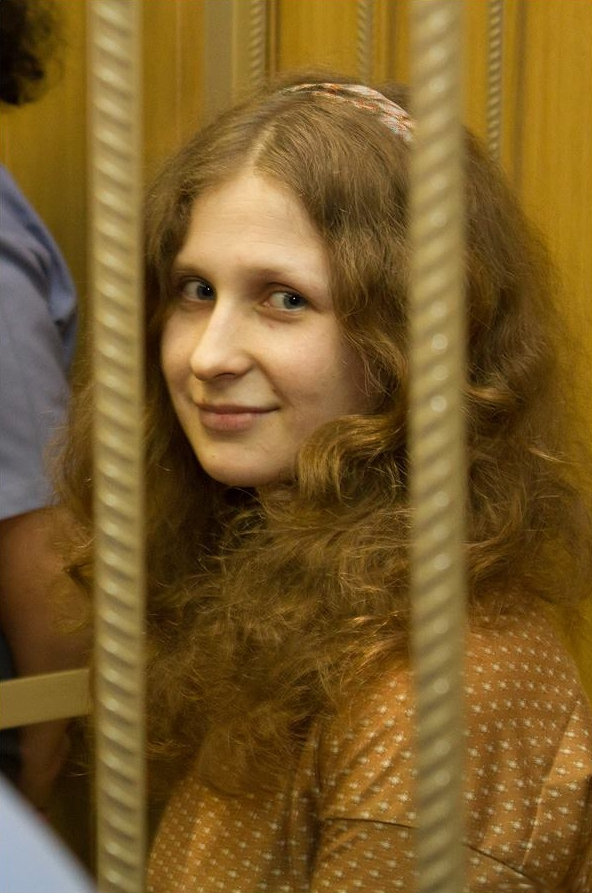
Мария Алёхина
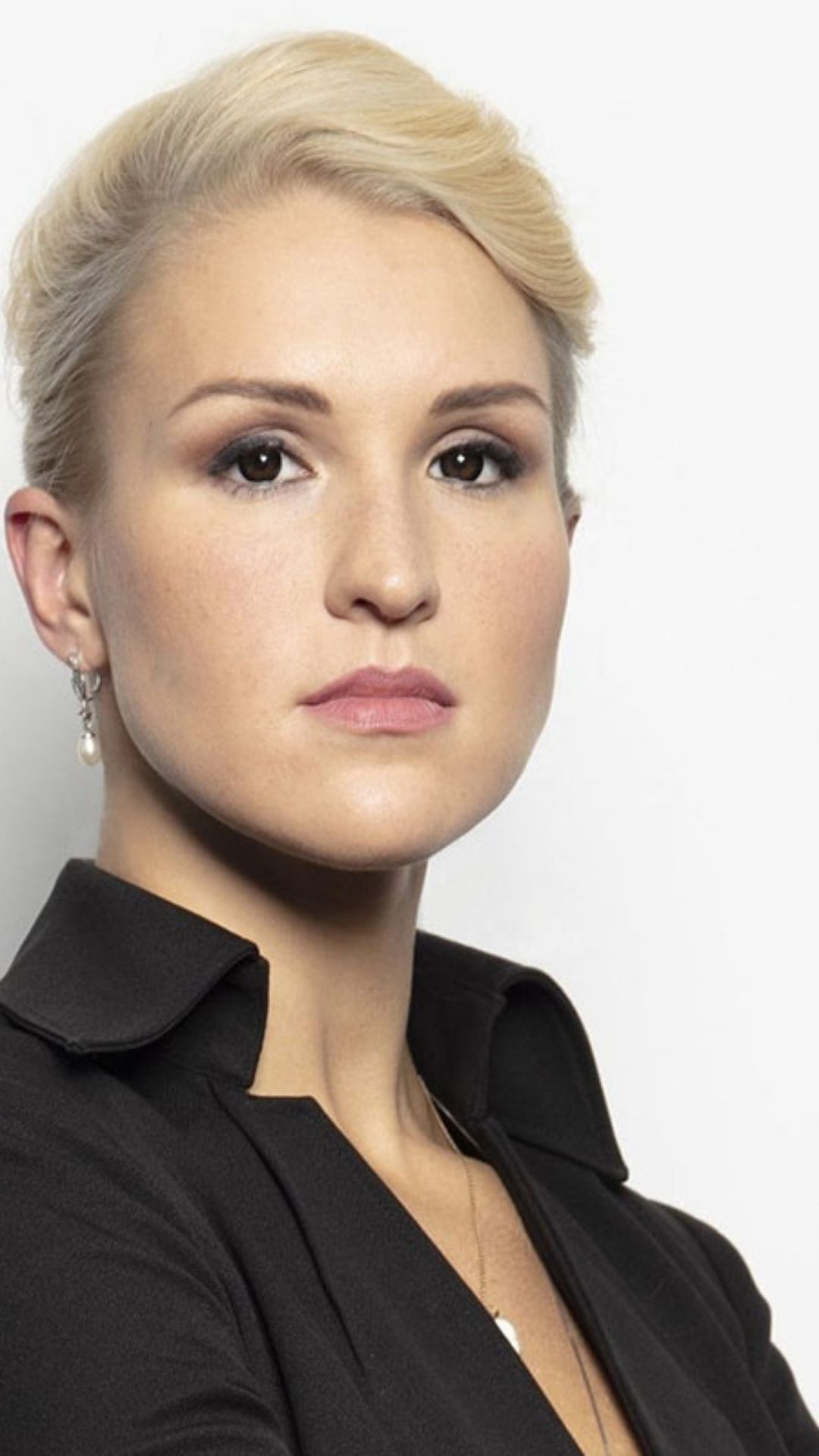
Анастасия Васильева
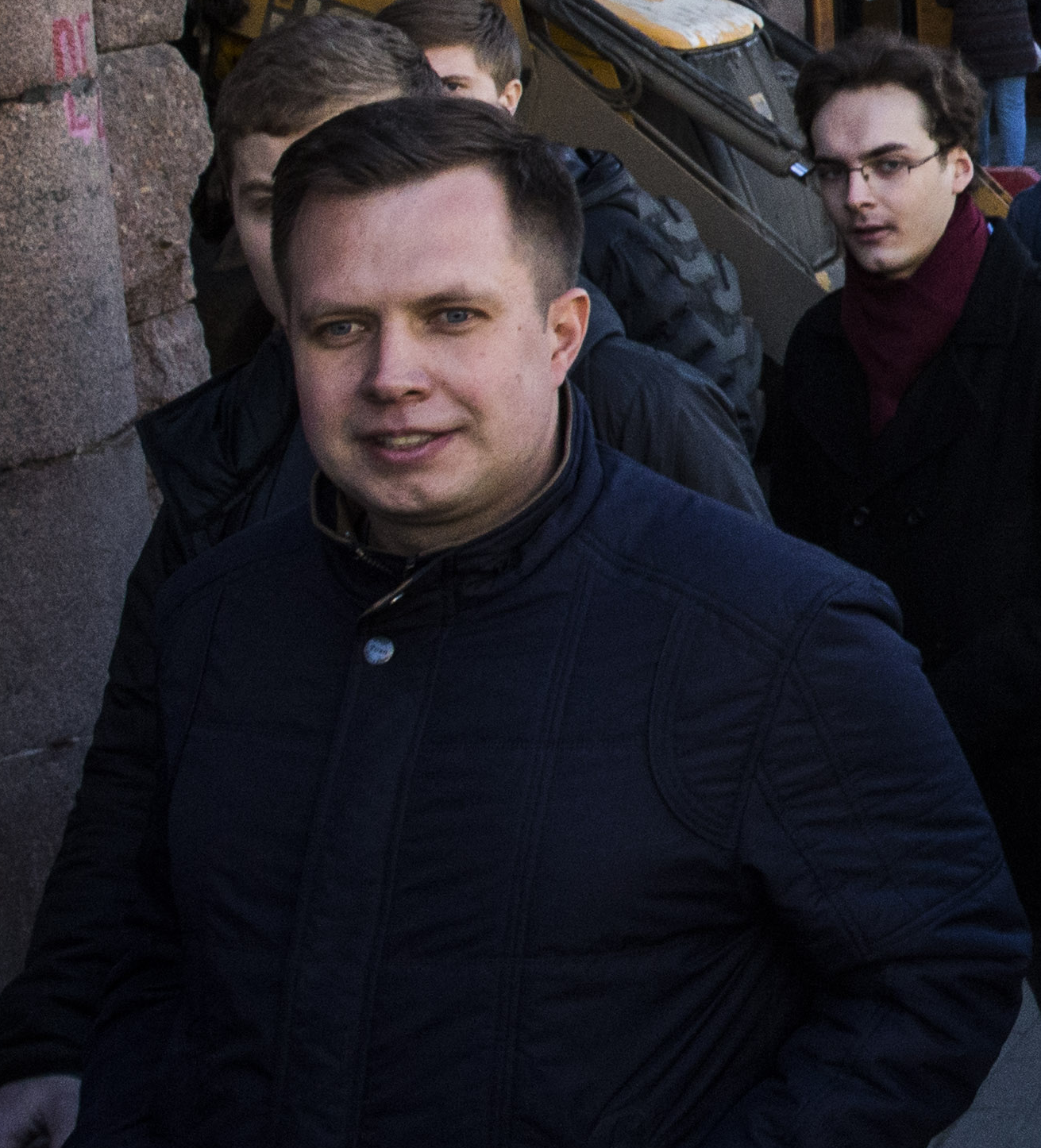
Николай Ляскин

18 февраля 2022 года Люблинский суд Москвы по требованию ФСИН заочно заменил Олегу Навальному условный однолетний срок реальным сроком в колонии строгого режима. Как следует из оглашенных в суде материалов, в сентябре 2021 года Олег Навальный улетел на Кипр. Данных о его возвращении у ФСИН нет. ФСИН аргументировала свое требование тем, что Олег Навальный не встал на учёт в уголовно-исполнительную инспекцию.

## Регионы

### Москва
Уже через три дня после первых январских митингов в Москве было возбуждено четыре уголовных дела о насилии по отношению к сотрудникам правоохранительных органов, дело о хулиганстве и повреждении служебной машины.
Хулиганство и уничтожение имущества (ст. 213 и 167 УК РФ)
27 января по подозрению в нападении на автомобиль с мигалкой, предположительно принадлежащий ФСБ, правоохранительные органы задержали TikTok-блогера Константина Лакеева. Изначально ему вменяли хулиганство (ст. 213 УК РФ) и умышленное повреждение имущества из хулиганских побуждений (ст. 167 УК РФ). На видео с места событий видно, как человек, похожий на Лакеева, пинает автомобиль и участвует в его обстреле снежками. По свидетельству бывшего члена московской Общественной наблюдательной комиссии Марины Литвинович, во время задержания и допросов Лакеева избили, а позднее подвергли пыткам. Изначально интересы молодого человека представлял адвокат из «ОВД-Инфо» Татьяна Окушко, которая также высказывалась о жестокости задержания. Однако через некоторое время Лакеев отказался от её услуг, предположительно, опасаясь гласности. Сразу после ареста его содержали в восьмиместной камере площадью 3,5 на 3,5 м, позднее — в спецблоке «Матросской Тишины». Блогер частично признал вину, суд над ним начался в середине мая 2021 года.
Кроме того, по статье за хулиганство проходили Вячеслав Игумнов, по версии следствия, бросивший фальшфейер в сторону полицейских, и Егор Москалёв, избивший активиста православного движения «Сорок сороков» (потерпевший претензий не имел).
По статье за умышленное повреждение имущества (ст. 167 УК РФ) был задержан Сергей Василенко, которого обвиняли в поджоге автомобиля Росгвардии 31 января. Хотя, по предварительной информации, управление Нацгвардии по Москве называло причиной возгорания «технические неполадки». Представители МЧС предполагали, что в заведённом автомобиле произошло короткое замыкание.
Насилие в отношении силовиков (ст. 318 УК РФ)
Первым арестованным по обвинению в применении насилия к представителю власти во время протестов в Москве стал Евгений Есенов. 23 января он несколько раз ударил сотрудника полиции по голове. Мужчина сотрудничал со следствием и признал вину и извинился за содеянное, тем не менее суд назначил подследственному четыре года лишения свободы.
Широкое внимание общественности привлёк арест уроженца Чечни Сайд-Мухамад Джумаева. Он был также арестован по 318-й статье после драки с группой вооружённых дубинками омоновцев на московских протестных акциях. Его задержали 28 января в Псковской области. Одновременно видео с дракой Джумаева и интервью, в котором он сказал про арестованных митингующих: «отбивать надо по-любому», распространились в интернете. Юноша получил широкую поддержку в социальных сетях, была создана петиция за его освобождение, которую подписало более 29 тысяч человек. Изначально депутат Госдумы Адам Делимханов выступал с предложением помощи Джумаеву «с тем, что касается закона» при условии, что Джумаев не разделяет взгляды Навального и его соратников. Но юноша не воспользовался предложением, и позднее Рамзан Кадыров указывал, что «Сайд-Мухаммад Джумаев своими действиями навредил чеченскому народу и повёл себя не по-мужски». 29 мая стало известно, что прокурор запросил для Джумаева пять лет колонии общего режима.
Первый приговор в рамках «Дворцового дела» в Москве был вынесен в начале марта 2021 года именно по статье о насилии над силовиками. Виновным был признан Александр Мучаев, который 23 января якобы совершил наезд на полицейского после требований остановить транспортное средство. Журналисты ТАСС указывали, что машина, за рулём которой находился Мучаев, начала движение во время задержания участницы Pussy Riot Марии Алехиной и муниципального депутата Людмилы Штейн и «бампером задела» одного из полицейских. Суд назначил мужчине один год лишения свободы условно с испытательным сроком в один год.
Всего к маю в Москве было возбуждено по меньшей мере 10 дел по обвинению в применении насилия к представителям власти во время протестов. Помимо Есенова, Джумаева и Мучаева по этой статье московские правоохранительные органы возбудили дела против таксиста Валерия Евсина, Ольги Бендас, Станислава Ахмедова, Александра Глушкова, Тимура Салихова, Павла Грин-Романова, члена участковой избирательной комиссии Романа Пичужина, Алексея Миляева, Максима Леликова, Александра Федерякова.
СМИ отмечали репрессивный и жестокий характер преследований участников несогласованных акций. Например, Павла Грин-Романова обвиняли в распылении газового баллончика в лицо сотруднику Росгвардии, что классифицировали как «опасное для здоровья насилие». При этом пострадавший не смог подтвердить в суде документально, что получил химический ожог глаза и провёл десять дней на больничном. Грин-Романов был осуждён на три с половиной года колонии. Валерию Евсину была присуждена мера наказания в два года колонии за то, что он «толкнул ограждение в сторону полицейского», не причинив при этом силовику повреждений. Мужчина принёс извинения и сотрудничал со следствием. По словам адвоката из ОВД-Инфо, Евсин также пытался телом загородить упавшего росгвардейца от других протестующих. Защитник Евсина сообщал, что при выборе меры пресечения «суд не услышал аргументов защиты, не принял во внимание доводы о том, что Евсин не намерен скрываться, у него нет судимости, есть дети». В апреле правозащитный центр «Мемориал» признал Валерия Евсина политическим заключённым и потребовал немедленного его освобождения.
Перекрытие дорог (ст. 267 УК РФ)
На следующий день после первых протестов столичное следственное управление возбудило дело из-за перекрытия улиц Тверской и Большой Дмитровки, Страстного бульвара, Цветного бульвара и других (ст. 267.1 УК РФ). Потерпевшими выступили Московский метрополитен и «Мосгортранс», которые оценили свой ущерб в 2,7 миллиона рублей.
Изначально обыски начались по семи адресам. СМИ сообщали о десятках допрошенных, часть из которых вызывали в отделения обманом, якобы для дачи показаний об избиениях со стороны полиции. По мнению юриста «Комитета против пыток», следователи собирали таким образом доказательную базу, чтобы позднее переквалифицировать очевидцев, допрос которых по закону может проводиться без присутствия адвоката, в подозреваемых.
Первый фигурант по делу был задержан в конце февраля, им стал секретарь красноярского отделения незарегистрированной Либертарианской партии России Глеб Марьясов. Наказание по статье может достигать двух лет лишения свободы, при этом адвокаты заявляли, что «суть претензий следователей к Марьясову не понятна».

### Санкт-Петербург
Уже в течение недели после первой акции протеста в Санкт-Петербурге было возбуждено три дела о нападении на представителей власти (ст. 318 УК РФ). Но, несмотря на жёсткий разгон демонстрантов, дел о применении насилия со стороны силовиков возбуждено не было, на что указывали журналисты и общественные деятели. Например, петербуржец Андрей Ломов, который позднее был осуждён на два года условно за толчок двух росгвардейцев, сообщал, что всего лишь пытался защититься от избиений дубинками. После акций 31 января Кирилл Богданов также подозревался в том, что «толкнул» полицейского, после чего тот достал табельное оружие. По версии следствия, Богданов «вынудил» полицейского так поступить. Позднее Главное управление МВД назвало действия правоохранителя «полностью обоснованными», а Богданов был приговорён к полутора годам условно.
Кроме того, по итогам прошедших митингов среди фигурантов 318-й статьи числились: Артём Попов (полтора года условно за толчок водителя МВД в спину), Евгений Туганков (год в колонии-поселении за толчок сотрудника ОМОНа), Илья Першин, Николай Девятый, а также Эльдар Гарипов, дело в отношении которого было, предположительно, возбуждено после его жалобы на насилие со стороны полицейских. В апреле Следственный комитет назвал условные приговоры по статье «лояльными» и рассматривал возможность их обжалования.
Также в Санкт-Петербурге были возбуждены дела об устном оскорблении сотрудника полиции (ст. 319 УК РФ), о перекрытии дорог в центре города (ст. 267 УК РФ), об уничтожении имущества за повреждение автомобиля с мигалкой (ст. 167 УК РФ), о вовлечении в несовершеннолетних в совершение действий, опасных для их жизни (ст. 151.2 УК РФ). Всего к маю по итогам протестов в Санкт-Петербурге было возбуждено одиннадцать уголовных дел.

### Приморский край
Протесты 23 января во Владивостоке, по разным оценкам, привлекли от 300 до 3000 человек. «ОВД-Инфо» сообщало о 44 задержанных. Позднее стало известно, что по следам акции возбудили уголовное дело о перекрытии протестующими автодорог (ст. 267 УК РФ). Согласно материалам следствия, из-за блокировки магистралей машины скорой помощи не смогли проехать на четыре срочных вызова. В последующие месяцы допросы очевидцев продолжились и стали поводом для обысков у региональных активистов. Так, в феврале в сети появилась запись с лицами в камуфляжной форме, которые грубо допрашивают лежащего на полу блогера Геннадия Шульгу. Представители властей приходили с допросами ранним утром, выламывали двери, существуют сообщения о применении насилия к родственникам допрашиваемых. К апрелю 2021 года по делу насчитывалось более десяти подозреваемых. Тем не менее адвокаты из «ОВД-Инфо» указывали на отсутствие состава преступления, так как на записях с акции видно, что проезжая часть была ещё до выхода на неё участников акции перекрыта грузовиками ОМОНа.
Кроме того, следователи Владивостока преследовали участников, вступавших в конфликты с властями. Среди инцидентов зафиксированы наезд на полицейского и сопротивления задержаниям. В частности, Александр Олехнович, по версии следствия, дважды ударил сотрудника полиции, пытаясь предотвратить неправомерный, по его мнению, арест молодого человека. Олехнович самостоятельно явился с повинной и принёс извинения. Он был осуждён на два года условно. К апрелю СМИ сообщали о ещё четырёх фигурантах по 318-й статье. Одно дело о вандализме было возбуждено за нанесение надписи «Свободу Навальному!» на памятнике «Борцам за власть Советов на Дальнем Востоке», одно о хулиганстве — за выпуск сигнальной ракеты во время митинга.
По данным полиции, среди участников январских протестов во Владивостоке было 12 детей. Подростков и их родителей привлекли к административной ответственности. Против координатора регионального штаба Навального Екатерины Остапенко, которая разместила в социальных сетях пост о грядущих акциях, возбудили уголовное дело за «вовлечение несовершеннолетних в преступную деятельность» (ст. 150 УК РФ). Также девушка проходила обвиняемой по делу перекрытии дорог, её задержали 24 апреля.

### Другие регионы
В разных регионах страны наиболее распространённой статьёй «Дворцового дела» стало применение насилия к представителю власти (ст. 318 УК РФ). Среди прочих под неё попадали люди, бросавшие снежками в силовиков. Например, житель Тольятти Константин Муратов «кидал снежки в сотрудников полиции, одного из них толкнул в спину», за что был приговорён к двум годам условно. Житель Красноярска Виталий Бердников, по версии следствия, «умышленно бросал в направлении сотрудников органов внутренних дел массивные куски снега и бутылку». Хотя близкие задержанного указывали, что он не попал в полицейского, и ссылались на видео. Под 318-ю статью УК РФ отнесли даже случай, когда подозреваемый «схватил сотрудника полиции за плечи и шею, чтобы помешать задержанию другого участника». Также несколько дел было возбуждено якобы за драки с полицейскими, два — за распыление газового баллончика. В первом случае наказание могло достигать восьми месяцев в колонии-поселении, во втором — Владимир Тимофеенко из Владимирской области получил три года колонии общего режима, а Сергей Павлюткин из Липецкой области был приговорён к году колонии-поселения. Штрафы по статье достигали 160 тысяч.
Дело о вовлечении несовершеннолетних в совершение действий, опасных для их жизни (ст. 151.2 УК РФ) Следственный комитет России возбудил накануне первой протестной акции — 22 января. Причиной послужили сообщения о предстоящих акциях в социальных сетях. 26 января в Москве, Санкт-Петербурге, Самаре, Красноярске, Тобольске, Ростове-на-Дону начались допросы около трёхсот школьников, участвовавших в протестах. По мнению члена Общественной наблюдательной комиссии Марины Литвинович, детей на акции в Москве задерживали специально, чтобы сформировать уголовное дело по статье 151.2. Первым фигурантом по нему стал бывший руководитель сети региональных штабов Навального Леонид Волков. По данным МВД, Волков и бывший глава ФБК Иван Жданов стремились максимально «задействовать молодых, в том числе несовершеннолетних граждан». Сам активист назвал интерес подростков к политике логичным, а предлог про «вовлечение» детей — «придуманной темой». 29 января Волкову было заочно предъявлено обвинение, он был объявлен в международный розыск. Кроме того, по статье 151.2 УК РФ проходили сотрудники студенческого политического журнала DOXA Алла Гутникова, Армен Арамян, Наталья Тышкевич и Владимир Метелкин. Ещё до зимних акций они опубликовали ролик, в котором призывали студентов и школьников участвовать в митингах, несмотря на угрозы отчисления. При этом видео было удалено до начала разбирательств по требованию Роспотребнадзора.
В рамках «Дворцового дела» обвинения были предъявлены и несовершеннолетним. Например, в Ростове-на-Дону по обвинению в «призывах к массовым беспорядкам или к участию в них» был привлечён школьник, который опубликовал пост о предстоящих митингах в социальных сетях. Он описал способы обороняться и заявлял, что «мирными протестами ничего не изменить». Ещё один несовершеннолетний был задержан в Вологде по обвинению в вандализме: нанесении непристойных надписей на здание правительства области.
По итогам протестных акций в Новосибирске, Красноярске и Хабаровске были возбуждены дела по «дадинской» статье за многократное нарушении правил проведения митингов и массовых мероприятий (ст. 212.1 УК РФ). Кроме того, в разных регионах страны были возбуждены дела о призывах к экстремизму (ч. 2 ст. 280 УК) и к массовым беспорядкам (ч. 3 ст. 212 УК); о ложном сообщении о теракте (ст. 207 УК РФ); о хулиганстве по мотивам ненависти (ч. 1 ст. 213 УК РФ); действия, угрожающие безопасной эксплуатации транспортных средств (ст. 267.1 УК РФ); о хранении оружия (ч. 1 ст. 222 УК) и даже за уклонение от призыва на военную службу (ст. 328 УК РФ). В последнем случае обвиняемым стал бывший координатор штаба Алексея Навального в Казани Олег Емельянов. Его коллеги утверждали, что у мужчины есть военный билет. СМИ назвали дело актом «преследования» сторонников Навального и «инструментом давления на оппозицию». Сам Емельянов считал следствие «неприкрытой местью» за расследования о первых лицах Татарстана.

## Реакция общественности
Журналисты издания «Медиазона» называли политзаключёнными десятки подозреваемых более чем в тридцати городах России, а масштаб преследований называли бо́льшим, чем по «Болотному» и «Московскому» делам, возбужденных против участников оппозиционных митингов в 2012 и 2019 годах соответственно. Активисты называли запугивание потенциальных участников будущих акций протестов «одной из главных задач Кремля», а факт того, что полицейские избирательно выслеживали журналистов либеральной и независимой прессы — осознанным подходом по созданию чувства незащищённости у граждан. Предположительно, целью массовых уголовных преследований являлось устрашение населения. Так, по подсчётам фигуранта «Московского дела» и активиста Алексея Миняйло, реальные шансы попасть в тюрьму за участие в митингах составляют 1:2500. Тем не менее информация о жестокости со стороны правоохранителей получает широкую огласку и стимулирует людей к отказу от участия в акциях.
Активисты из «ОВД-Инфо» заявляли, что отдельные проявления агрессии среди митингующих «не превращают всё мероприятие в немирное и не оправдывают ни силовой разгон акций, ни массовые задержания их участников». Пресс-секретарь президента России Дмитрий Песков заявлял, что действия провокаторов и хулиганов недопустимы, объясняя тем самым действия полиции. 10 марта, выступая в Мосгордуме, начальник столичного управления МВД России Олег Баранов заявил, что на уличных акциях в Москве в январе-феврале полиция действовала в соответствии с действующим законодательством, который допускает применение физической силы, самбо и спецсредств.